# Osiedle Piasta II, Białystok
Osiedle Piasta II là một trong những quận của thành phố Białystok ở Ba Lan. Quận được đặt theo tên của triều đại Piast hoàng gia.